# Paratanytarsus longieps
Paratanytarsus longieps är en tvåvingeart som först beskrevs av Jean-Jacques Kieffer 1923.  Paratanytarsus longieps ingår i släktet Paratanytarsus och familjen fjädermyggor. Inga underarter finns listade i Catalogue of Life.